# Râul Valea Lungă, Telcișor
Râul Lungă este un curs de apă, afluent al râului Telcișor. 